# The Tales of Hoffmann
The Tales of Hoffmann is een Britse muziekfilm uit 1951 onder regie van Michael Powell en Emeric Pressburger. Het scenario is gebaseerd op de gelijknamige opera uit 1881 van de Franse componist Jacques Offenbach.

## Verhaal
De dichter Hoffmann wacht in een wijnkelder op zijn vriendin Stella. Hij denkt aan de drie grote liefdes in zijn leven; de pop Olympia, de courtisane Giulietta en de aan tering lijdende Antonia. Hoffmann raakt intussen dronken en uitgeput. Als Stella op de afspraak verschijnt, trekt ze haar conclusies en ze verlaat de plek met de rivaal van Hoffmann.

## Rolverdeling
| Acteur             | Personage                                      |
| ------------------ | ---------------------------------------------- |
| Moira Shearer      | Stella / Olympia                               |
| Ludmilla Tchérina  | Giulietta                                      |
| Ann Ayars          | Antonia                                        |
| Pamela Brown       | Nicklaus                                       |
| Léonide Massine    | Spalanzani / Schlemil / Franz                  |
| Robert Helpmann    | Lindorf / Coppelius / Dapertutto / Dr. Miracle |
| Frederick Ashton   | Kleinsach / Cochenille                         |
| Mogens Wieth       | Crespel                                        |
| Robert Rounseville | Hoffmann                                       |
| Lionel Harris      | Pitichinaccio                                  |
| Philip Leaver      | Andrés                                         |
| Meinhart Maur      | Luther                                         |
| Edmond Audran      | Danspartner van Stella                         |